# The Americans
The Americans, creada pel guionista Joe Weisberg ('Falling Skies'), ex-agent de la CIA, és una sèrie de drama de la Guerra Freda del canal FX Networks sobre els espies soviètics del KGB entrenats i infiltrats com a ciutadans nord-americans, emesa originalment entre 2013 i 2018. La trama se centra en una parella d'agents encoberts que han passat els últims anys fingint ser una família.

## Argument
La història està ambientada en els anys 80 durant la gestió de Ronald Reagan (una etapa tibant entre Estats Units i l'antiga URSS) on els espies soviètics encoberts, Philip i Elizabeth Jennings, han viscut els últims 15 anys als afores de Washington DC com un suposat matrimoni. La seva relació, en la qual hi ha dos fills pel mig que desconeixen aquesta doble vida, comença a complicar-se a mesura que s'endinsen en la vida nord-americana.
Les seves operacions secretes es posen en risc amb la mort d'un dels seus oficials i l'arribada al veïnat d'un agent de l'FBI especialista en contraespionatge, Stan Beeman, qui manté una relació tibant amb la seva dona a causa de la feina.
Encara que The Americans s'estableix en fets de ficció, es basa en notes del llibre de l'agent del KGB Vassili Mitrokhin i anècdotes d'agents de l'FBI, i utilitza un concepte d'època anterior a l'actual per donar més credibilitat.
Maixa Guessen hi va treballar com a traductora.

## Repartiment
- Matthew Rhys com l'espia protagonista Phillip Jennings.
- Keri Russell com l'espia protagonista Elizabeth Jennings.
- Noah Emmerich com l'agent del FBI, Stan Beeman.
- Maximiliano Hernández com l'agent del FBI, Chris Amador.
- Margo Martindale com l'àvia Claudia, supervisora del KGB.
- Annet Mahendru com a Nina, la informant de l'agent Beeman.
- Derek Luke com a Gregory, un afroestatunidenc reclutat pel KGB.

## Producció
La cadena Fox en va produir sis temporades.